# Umberto Franzosi
Umberto Carlo Franzosi (Suzzara, 1892 – Milano, 12 dicembre 1973) è stato un pittore italiano.

## Biografia
Formatosi all'Accademia di belle arti di Parma, a Modena e all'Accademia di Brera con Cesare Tallone, esordì alla Galleria Pesaro e intraprese una fortunata carriera espositiva che lo portò a una Biennale di Venezia, al Premio Bergamo e alla Quadriennale di Roma. È tumulato al Cimitero Monumentale di Milano, nell'edicola familiare.

## Opere
Pittore di nature morte, figure e paesaggi soprattutto lombardi, sue opere figurano nelle collezioni d'arte della Fondazione Cariplo (Nevicata) e della Galleria d'arte moderna di Milano (Giardini pubblici a Milano).